# Saison 2 de Chair de poule
Chronologie
Saison 1 Saison 3
Cet article présente le guide des épisodes de la deuxième saison de la série télévisée Chair de poule (Goosebumps).

## Épisode 1:Souhaits dangereux
- États-Unis : 10 août 1996 sur Fox Kids
- France : 1er décembre 1997 sur France 2

- Melody Johnson : Samantha Byrd
- Susan Cooke : Judith
- Simone Rosenberg : Anna Frost
- Ellen Ray Hennessy : Clarissa
- Catherine Fitch : professeur de Basket
- Robin Weekes : Cory

- Cet épisode est l'adaptation du roman éponyme Souhaits dangereux de la collection de livres Chair de poule.
- À noter que dans le roman comme dans l'épisode, l'élément perturbateur n'est pas matériel : c'est un souhait, ce qui est assez rare.

## Épisode 2:L'Attaque du mutant - Partie 1
- États-Unis : 7 septembre 1996 sur Fox Kids
- France : 1er janvier 1998 sur France 2

- Dan Warry-Smith : Skipper Mathews
- Melissa Bathory : Libby
- Scott Wickware : le Mutant masqué
- Maurice Godin : M. Mathews
- Mag Ruffman : Mme Mathews
- Bill Lake : le chauffeur de bus
- Rummy Bishop : le vieil homme

## Épisode 3:L'Attaque du mutant - Partie 2
- États-Unis : 7 septembre 1996 sur Fox Kids
- France : 1er janvier 1998 sur France 2

- Dan Warry-Smith : Skipper Mathews
- Melissa Bathory : Libby
- Scott Wickware : le Mutant masqué
- Maurice Godin : M. Mathews
- Mag Ruffman : Mme Mathews
- Bill Lake : le chauffeur de bus

## Épisode 4:Le Coup du lapin
- États-Unis : 14 septembre 1996 sur Fox Kids
- France : 2 décembre 1997 sur France 2

- Dov Tiefenbach : Tim Swanson
- Mike Carbone : Amazo
- Harvey Atkin : M. Malil
- David Ferry : El Sydney
- Bob Hamilton : Foz
- Tabitha Lupien : Ginny
- Colin Mochrie : Heavy

## Épisode 5:Le Fantôme décapité
- États-Unis : 21 septembre 1996 sur Fox Kids
- France : 3 décembre 1997 sur France 2

- Andreanne Benidir : Stéphanie Alpert
- Kenny Vadas : Duane Comack
- Daniel Goodflellow : Andrew Craw
- Dennis O'Connor : Otto
- Sean Ryan : Seth

- Cet épisode est l'adaptation du roman éponyme Le Fantôme décapité de la collection de livres Chair de poule.
- Il comporte quelques différences par rapport au livre : dans le livre, l'atmosphère du manoir y est plus effrayante alors que dans la série, les fantômes y apparaissent moins bienveillants, plus dangereux que dans le livre. D'autres part, les deux héros dans l'épisode sont une fille (Stéphanie) et un garçon (Duane) et non deux filles comme dans le livre.

## Épisode 6:Une indigestion de vers de terre
- États-Unis : 28 septembre 1996 sur Fox Kids
- France : 4 octobre 1997 sur France 2

- Noah Shebib : Todd
- Kristin Fairlie : Regina
- Christine MacKenzie : Beth
- Andre Ottley-Lorant : Daniel
- Caroline Yeager : la mère de Todd

- Cet épisode est l'adaptation du roman Les vers contre-attaquent de la collection de livres Chair de poule.
- On remarque donc que le titre français du livre et le titre français de l'épisode ne sont pas les mêmes bien qu'ils racontent bien évidemment à peu près la même histoire. L'épisode a été doublé et diffusé en français avant la sortie du livre en France. Aux États-Unis par contre, le même titre fut utilisé pour le livre et l'adaptation télévisuelle.

## Épisode 7:Peur de rien
- États-Unis : 5 octobre 1996 sur Fox Kids
- France : 5 décembre 1997 sur France 2

- Charlotte Sullivan : Courtney
- Kiel Campbell : Eddie
- Dylan Provencher : Hal
- Garry Robbins : le monstre des Marais
- Anais Granofsky : Mme Prince

- Le livre de la collection Chair de poule qui a été adapté à la télévision pour cet épisode n'a jamais été traduit en publié en France. Néanmoins, il en existe une version francophone, le livre ayant été traduit au Québec et publié sous le titre Je n'ai peur de rien.

## Épisode 8:La Revanche des nains de jardin
- États-Unis : 12 octobre 1996 sur Fox Kids
- France : 8 décembre 1997 sur France 2

- Kerry Segal : Mindy Burton
- Lance Paton : Joe Burton
- Peter Kelghan : Jeffery Burton
- David Hemblen : Major McCall
- Jordan Prentice : Hap
- Yvan LaBelle : Chip
- Nora Sheenan : Mme Burton

## Épisode 9:Le Fantôme de la plage
- États-Unis : 19 octobre 1996 sur Fox Kids
- France : 9 décembre 1997 sur France 2

- Sheldon Smith : Jerry Sadler
- Jessica Hogeveen : Terri Sadler
- Billy Turnbull : Sam Sadler
- Anna Rajewski : Louisa Sadler
- Dorothy Gordon : Agatha Sadler
- Jack Jessop : Brad Sadler
- Hardee T. Lineham : Harrison Sadler

## Épisode 10:La Colère des citrouilles
- États-Unis : 26 octobre 1996 sur Fox Kids
- France : 25 octobre 1997 sur France 2

- Erica Luttrell : Drew Brockman
- Aidan Desalaiz : Walker
- Maira Paikin : Tabitha
- Gino Giacomini : Lee
- Andrea O'Roarke : Shana
- Philip Eddols : Shane
- Michelyn Emelle : la mère de Drew
- Johnie Chase : le père de Drew

- Cet épisode est l'adaptation du roman La Nuit des disparitions de la collection de livres Chair de poule.
- On remarque donc que le titre français du livre et le titre français de l'épisode ne sont pas les mêmes bien qu'il s'agisse évidemment de la même histoire. L'épisode a été doublé et diffusé en français avant la sortie du livre en France. Aux États-Unis par contre, le même titre fut utilisé pour le livre et l'adaptation télévisuelle.

## Épisode 11:Le Masque hanté II - Partie 1
- États-Unis : 29 octobre 1996 sur Fox Kids
- France : 26 janvier 1998 sur France 2

- États-Unis : 9,2 millions de téléspectateurs

- John White : Steve Boswell
- Amos Crawley : Chuck Greene
- Kathryn Long : Carly Beth Caldwell
- Kathryn Short : Sabrina Mason
- Julie Khaner : Marilyn Boswell
- Colin Fox : Le propriétaire du magasin
- Brenda Bazinet : La mère de Carly Beth
- Cody Jones : Noah Caldwell
- R.L. Stine : Lui-même

- Cet épisode est l'adaptation du roman Le Retour du masque hanté de la collection de livres Chair de poule.
- Le titre du roman ne fut pas gardé pour l'épisode. Le titre a été numéroté, pour bien coller à la suite des deux premiers épisodes de la série qui s'intitulaient Le Masque hanté I (Parties 1 & 2).
- Kathryn Short apparaît dans six épisodes, avec en plus Le Masque hanté I (Parties 1 & 2) et La Tour de la terreur (Parties 1 & 2).

## Épisode 12:Le Masque hanté II - Partie 2
- États-Unis : 29 octobre 1996 sur Fox Kids
- France : 27 janvier 1998 sur France 2

- États-Unis : 9,2 millions de téléspectateurs

- John White : Steve Boswell
- Amos Crawley : Chuck Greene
- Kathryn Long : Carly Beth Caldwell
- Kathryn Short : Sabrina Mason
- Julie Khaner : Marilyn Boswell
- Colin Fox : Le propriétaire du magasin
- Brenda Bazinet : La mère de Carly Beth
- Cody Jones : Noah Caldwell
- R.L. Stine : Lui-même

## Épisode 13:Prisonniers du miroir
- États-Unis : 2 novembre 1996 sur Fox Kids
- France : 1er janvier 1998 sur France 2

- Kevin Zegers : Noah Thompson
- Flora Chu : Erin
- Jonathan Schwartz : Max Thompson
- Adam Bonneau : Zack
- Eve Crawford : Madame Thompson
- Jan Filips : Monsieur Thompson

## Épisode 14:Les Épouvantails de minuit
- États-Unis : 9 novembre 1996 sur Fox Kids
- France : 15 décembre 1997 sur France 2

- Heather Bertram : Jodie
- John E. Campbell : Mark
- Bob Clout : Grand-père Kurt
- Louise Nicol : Grand-mère Miriam
- Michael Copeman : Stanley
- Kris Lemche : Sticks

- Cet épisode est l'adaptation du roman éponyme Les Épouvantails de minuit de la collection de livres Chair de poule.
- Des différences existent entre le roman et l'épisode. Le garçon de la ferme s’appelle Stanley dans l'épisode et Henry dans le roman. Son fils s’appelle Sticks dans l'adaptation télévisée alors que dans le livre le fils d'Henri se nomme Stanley.

## Épisode 15:Le Sang du monstre
- États-Unis : 16 novembre 1996 sur Fox Kids
- France : 28 novembre 1997 sur France 2

- Kyle Labine : Evan Ross
- Sarah Podemski : Andy
- Corinne Conley : Tante Katherine
- Joy Tanner : Sarabeth
- Mark Benesh : Curtis
- Mark Melymick : Le père d'Evan
- Janet Land : La mère d'Evan

- Cet épisode est l'adaptation du roman Sang de monstre de la collection de livres Chair de poule.
- Le titre du livre et de l'épisode télévisé est légèrement différent. Cela peut s'expliquer par le fait que l'épisode a été doublé et diffusé en français avant la sortie du livre en France.

## Épisode 16:Le Sang du monstre: Le Retour
- États-Unis : 16 novembre 1996 sur Fox Kids
- France : 29 novembre 1997 sur France 2

- Kyle Labine : Evan Ross
- Ashley Dawn Brown : Julia
- Charles Boyland : Conan
- Mark Benesh : Curtis (non crédité)
- Lori Alter : Hôtesse de l'air
- Desmond Campbell : Steward
- Brian Sweetapple : Étudiant
- Roger Dunn : Commandant de bord

- Cet épisode est la suite de l'épisode précédent.
- Même si cet épisode est une suite du précédent adapté du roman Sang de monstre, il s'agit d'une production originale et le scénario n'est adapté d'aucun roman de la collection en particulier mais reste néanmoins basé sur la matière visqueuse verte intrigue principale du roman.

## Épisode 17:Le Souffle du vampire
- États-Unis : 23 novembre 1996 sur Fox Kids
- France : 18 décembre 1997 sur France 2

- Zack Lipovsky : Freddy Renfield
- Meredith Henserson : Cara Renfield
- Earl Pastko : Comte Nightwing
- Krista Dufresne : Gwendolyn
- Nola Augustson : Mme Renfield
- Robert McClure : M. Renfield

## Épisode 18:Comment tuer un monstre
- États-Unis : 1er mai 1997 sur Fox Kids
- France : 7 janvier 1998 sur France 2

- Courtney Hawkrigg : Gretchen
- Ricky Mabe : Clark
- Helen Hughes : Grand-mère Rose
- Peter Boretski : Grand-père Eddie
- Tim Rykert : Le monstre du marais

## Épisode 19:Des appels monstrueux
- États-Unis : 15 juin 1997 sur Fox Kids
- France : 19 décembre 1997 sur France 2

- Zachary Carlin : Ricky Beamer
- Hamille Rustia : Iris Candler
- Maia Filar : Tasha McClain
- Matthew Lemche : David
- Tonya Johnson : Brenda
- Travis Kutt : Wart
- Diana Salvatore : L'amie de Tasha
- Denise McLeod : Madame Richards
- Colleen Williams : Madame Urick

- Cet épisode est l'adaptation du roman éponyme Des appels monstrueux de la collection de livres Chair de poule.
- Dans le roman, le personnage principal se nomme David alors que dans l'épisode c'est Ricky.

## Épisode 20:La Maison des morts - Partie 1
- États-Unis : 29 juin 1997 sur Fox Kids
- France : 2 janvier 1998 sur France 2

- États-Unis : 5,6 millions de téléspectateurs
- France :

- Amy Stewart : Amanda Benson
- Ben Cook : Josh Benson
- Elizabeth Brown : Penelope Benson
- Benedict Campbell : Monsieur Benson
- Ian D. Clark : Compton Dawes
- Jessica Greco : Karen Thurston
- Mairlyn Smith : Agnes Thurston
- Frank Pellegrino : Monsieur Thurston
- B.J. McLellan : Jerry
- Damien Whitely : George
- Marc Marut : Ray

- Cet épisode est l'adaptation du roman éponyme La Maison des morts de la collection de livres Chair de poule.
- L'épisode est introduit et conclu par l'auteur R.L. Stine.
- L'épisode a d'abord été diffusé en une seule partie aux États-Unis lors de sa première diffusion pour une émission spéciale, avant d'être divisé en deux.
- Cet épisode existe en cassette sous le titre Bienvenue dans la Maison des morts.

## Épisode 21:La Maison des morts - Partie 2
- États-Unis : 29 juin 1997 sur Fox Kids
- France : 3 janvier 1998 sur France 2

- États-Unis : 5,6 millions de téléspectateurs
- France :

- Amy Stewart : Amanda Benson
- Ben Cook : Josh Benson
- Elizabeth Brown : Penelope Benson
- Benedict Campbell : Monsieur Benson
- Ian D. Clark : Compton Dawes
- Jessica Greco : Karen Thurston
- Mairlyn Smith : Agnes Thurston
- Frank Pellegrino : Monsieur Thurston
- B.J. McLellan : Jerry
- Damien Whitely : George
- Marc Marut : Ray

## Épisode 22:Ne réveillez pas la momie
- États-Unis : 12 juillet 1997 sur Fox Kids
- France : 29 janvier 1998 sur France 2

- Evan Morgan : Jeff
- Andrea Joy Cook : Kim
- Lea-Helen Weir : Shawna
- Fiona Reid : La mère de Jeff
- Michael Hanrahan : Le père de Jeff
- Peter Jarvis : La Momie
- Richard Denison : L'archéologue
- Farzad Sadrian : Hakim
- Ron Obadia : Le livreur
- Jonathan Tanner : La momie de la télévision

- Le livre de la collection Chair de poule qui a été adapté à la télévision pour cet épisode a été publié en France sous le titre La Momie qui ricanait sous forme de nouvelle dans le livre Halloween, une fête d'enfer et sous le titre Ne réveillez pas la momie dans 8 nouvelles de Chair de poule (collection Hors-Série). Les titres français de l'histoire et de l'épisode sont donc différents.
- Aussi, il existe un roman de la collection qui porte exactement le même titre en français que le titre de cet épisode, Ne réveillez pas la momie !. Il ne s'agit pas du livre dont a été adapté cet épisode télévisé mais d'un autre mettant également en scène une momie. Ce livre s'intitule en langue originale The Mummy Walks et n'a pas été adapté en épisode télévisé.

## Épisode 23:La Machine à écrire
- États-Unis : 19 juillet 1997 sur Fox Kids
- France : 10 janvier 1998 sur France 2

- Scott Pietrangelo : Zack Beauchamp
- Gabrielle Boni : Alex Larocci
- Bradie Whetham : Adam Levin
- Marium Carvell : Madame Carter
- George King : Le garde du corps
- Robin McCulloch : Monsieur Beauchamp
- Jason Hopley : Le monstre

- Cet épisode est l'adaptation du roman Le Mangeur d'hommes de la collection de livres Chair de poule.
- On remarque donc que le titre français du livre et le titre français de l'épisode ne sont pas les mêmes bien qu'il s'agisse évidemment de la même histoire. L'épisode a été doublé et diffusé en français avant la sortie du livre en France. Aux États-Unis par contre, le même titre fut utilisé pour le livre et l'adaptation télévisuelle.

## Épisode 24:Le Pantin maléfique - Partie 1
- États-Unis : 20 juillet 1997 sur Fox Kids
- France : 5 janvier 1998 sur France 2

- États-Unis : 5,8 millions de téléspectateurs
- France :

- Erica Lancaster : Trina O'Dell
- Hayden Christensen (VF : Alexis Tomassian) : Zane
- Blair Slater : Daniel O'Dell
- Martin Doyle : Monsieur O'Dell
- Belinda Metz : Madame O'Dell
- Ray Kahnert : Cal
- Annick Obonsawin : Slappy
- Cathal J. Dodd : Voix originale de Slappy
- Jordan Prentice : Rocky
- Eugene Lipinski : Voix originale de Rocky
- R.L. Stine : Lui-même

- Le livre de la série Chair de poule qui a été adapté à la télévision pour cet épisode ne fut jamais édité et publié en France. Néanmoins, il en existe version francophone, le livre ayant été traduit au Québec et paru sous le titre Le Pantin diabolique III.
- Le titre original de l'épisode est Night of the Living Dummy III, puisqu'il s'agit de l'adaptation du troisième livre de la collection mettant en scène un pantin (appelé Diabolo dans le roman, Slappy dans l'épisode télévisé).
- Le premier livre mettant en scène ce pantin (Night of the Living Dummy - édité en France sous le titre La Nuit des pantins) ne fut jamais adapté à la télévision, ce qui explique pourquoi le titre de l'épisode mettant en scène pour la deuxième fois ce pantin dans la série porte déjà le numéro trois en Amérique du Nord, dans le souci d'une cohérence entre le titre du roman et celui de l'épisode dont il est adapté (la première apparition du pantin dans la série fut déjà numérotée II pour les mêmes raisons).
- En France, le respect des numéros de Night of the Living Dummy ne fut pas suivi, ni dans les livres édités, ni dans les titres traduits des épisodes de la série, d'autant plus que ce livre III n'a pas été édité en France.

## Épisode 25:Le Pantin maléfique - Partie 2
- États-Unis : 20 juillet 1997 sur Fox Kids
- France : 6 janvier 1998 sur France 2

- États-Unis : 5,8 millions de téléspectateurs
- France :

- Erica Lancaster : Trina O'Dell
- Hayden Christensen (VF : Alexis Tomassian) : Zane
- Blair Slater : Daniel O'Dell
- Martin Doyle : Monsieur O'Dell
- Belinda Metz : Madame O'Dell
- Ray Kahnert : Cal
- Annick Obonsawin : Slappy
- Cathal J. Dodd : Voix originale de Slappy
- Jordan Prentice : Rocky
- Eugene Lipinski : Voix originale de Rocky
- R.L. Stine : Lui-même